# Handy-Etikette

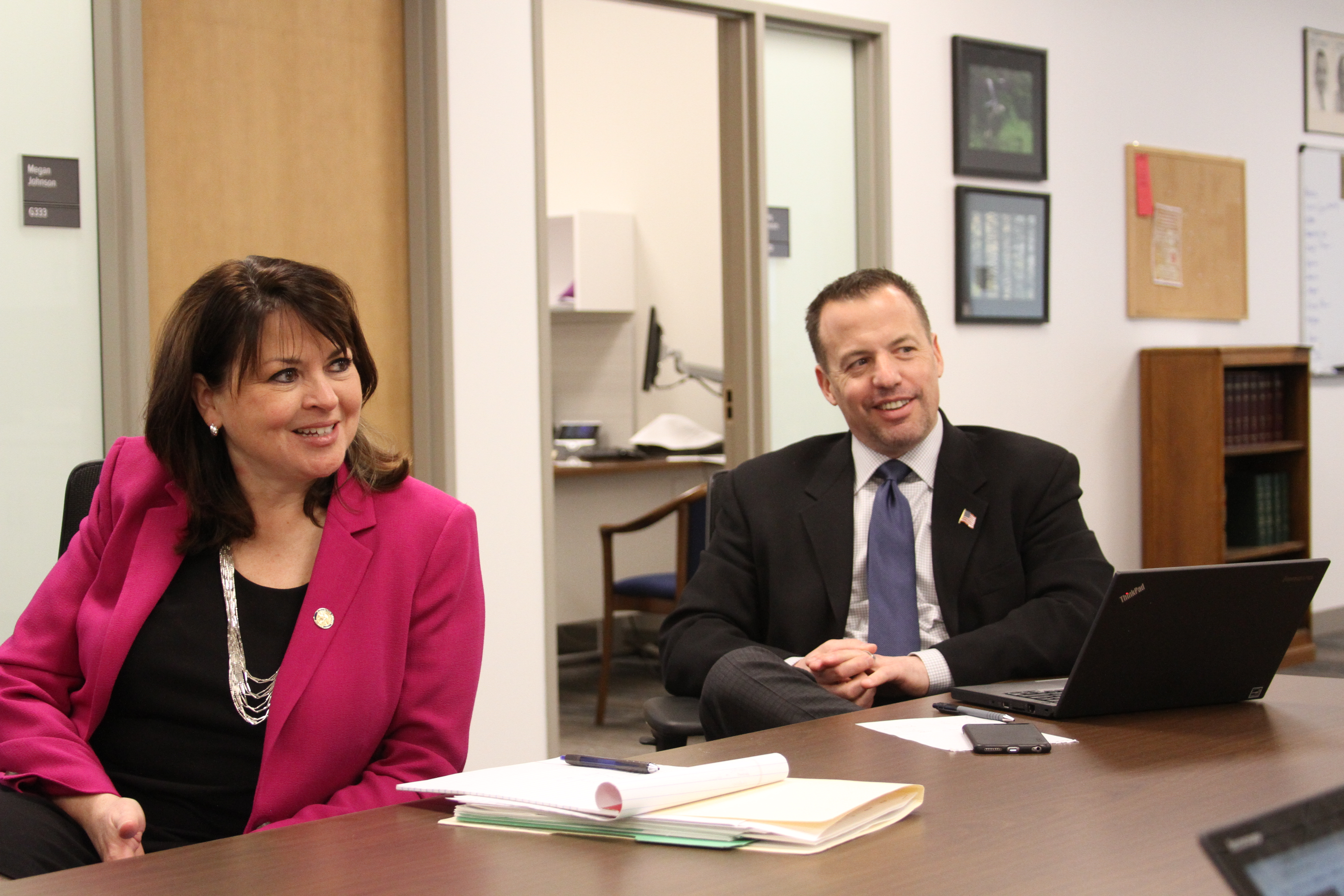
US-Senator Matt Klein (2017): Das Smartphone ist mit der Seite des Bildschirms auf den Tisch gelegt. Die Geste kann verwendet werden, um Gesprächspartnern zu signalisieren, dass eine Ablenkung unerwünscht ist.

Als Handy-Etikette (auch Smartphone-Etikette) werden allgemeine Verhaltensregeln und Verhaltensnormen im Umgang mit Mobiltelefonen im Alltag bezeichnet. Die Handy-Etikette ist in Deutschland ein aktuelles Thema bei Etikette-Trainern, wird in Benimmbüchern für das 21. Jahrhundert beschrieben und ist darüber hinaus Ausbildungs- und Prüfungsgegenstand im kaufmännischen Bereich und bei der Ausbildung im Bürobereich.

## Geschichte
Bereits lange vor der Einführung digitaler Medien gibt es in Tischzuchten Regeln zum Nachrichtenkonsum in Gesellschaft. So findet sich etwa die Anweisung, das Lesen von Briefen bei Tisch zu unterlassen, bei Giovanni Della Casa im 16. Jahrhundert.
Der Bedarf an Verhaltensregeln für die Nutzung von Mobiltelefonen im Alltag stieg durch das verstärkte Aufkommen und die damit verbundene Verwendung von Mobiltelefonen Mitte der 1990er Jahre an. Ein Großteil der Deutschen beklagte um die Jahrtausendwende herum das störende Klingeln von Mobiltelefonen und störend wirkende Gespräche mit dem Mobiltelefon im Alltag.
Der zunehmend verantwortungslose Umgang mit Mobiltelefonen im Alltag und Geschäftsleben sorgte Ende der 1990er bis Anfang der 2000er Jahre für das Einrichten von Verbotszonen für Mobiltelefone. Daraufhin wurde der Umgang mit Mobiltelefonen beim Autofahren und auch beim Radfahren gesetzlich reglementiert. Mobiltelefonverbote an Schulen, in Kirchen und auf Friedhöfen, in Theatern und Konzerthäusern und in Krankenhäusern wurden durch die jeweilige Hausordnung einzeln bestimmt. Einige der Verbote wurden Mitte der 2010er Jahre wieder aufgehoben.
Heute gehört die Handy-Etikette zur kaufmännischen Ausbildung und wird von Etikette-Trainern als Seminar für Firmen angeboten. Darin werden den Teilnehmern Verhaltensweisen im Umgang mit Mobiltelefonen nahegelegt. Ein Informationszentrum Mobilfunk wurde eingerichtet und gab Regeln für den richtigen Gebrauch von Mobiltelefonen heraus.
Eine Institutionalisierung sozialwissenschaftlicher Forschung zur Mobilkommunikation durch Fachzeitschriften und Fachgesellschaften hat bereits begonnen. Dabei werden in psychologischen Studien konstruktive und destruktive Nutzungsweisen von Mobilmedien und Kriterien für Mobilmedienkompetenz herausgearbeitet, die dann auch im Unterricht an Kinder oder Arbeitnehmer vermittelt werden.

## Mobiltelefonverbote

### Mobiltelefonnutzung im Auto
Bereits seit 2001 ist das Telefonieren im Auto ohne Freisprecheinrichtung in Deutschland verboten. Verstöße werden seit dem Jahr 2004 mit einem Bußgeld geahndet. In den Jahren 2014 und 2017 wurden die Richtlinien verschärft. Das Verbot betrifft das Lesen von SMS oder der Uhrzeit, sämtliche Bedienfunktionen beim Benutzen des Mobiltelefons als Navigationsgerät und das Wegdrücken oder Diktieren. Seit der Verschärfung im Jahr 2017 betrifft das Verbot nicht mehr ausschließlich Mobil- und Autotelefone, sondern alle elektronischen Geräte, die der Kommunikation, Information oder Organisation dienen, wie beispielsweise Tablet-PCs, Navigationsgeräte, Diktiergeräte und E-Books. Ein Verstoß gegen das Nutzungsverbot von Mobiltelefonen und anderen elektronischen Geräten, die der Kommunikation, Information oder Organisation dienen, wird mit einem Bußgeld von 100 Euro und der Eintragung eines Punktes im Fahreignungsregister geahndet. Bei Verstößen mit einer Gefährdung Anderer oder mit einem Verkehrsunfall erhöht sich das Bußgeld auf 150 Euro bzw. 200 Euro. Zudem werden in diesen Fällen zwei Punkte im Fahreignungsregister eingetragen und zusätzlich ein einmonatiges Fahrverbot verhängt. Das Verbot soll das Unfallrisiko minimieren.
Auch für Radfahrer ist das Halten eines Mobiltelefons oder das Telefonieren damit während der Fahrt gesetzlich verboten und wird mit Bußgeldern geahndet.
Darüber hinaus wird diskutiert, ob aufgrund der nahezu flächendeckenden Smartphonenutzung in Deutschland auch ein Mobiltelefonverbot für Fußgänger und damit auch Ordnungsgelder eingeführt werden sollen, da auch diese Mobiltelefonnutzung den Straßenverkehrsteilnehmer ablenkt und ihn gefährden kann. In China wurden dafür bereits spezielle Smartphone-Wege eingerichtet.
2016 gaben bei einer Umfrage 42 Prozent der Autofahrer an, dass sie mit dem Mobiltelefon am Ohr ohne Freisprecheinrichtung telefonieren. 44 Prozent lesen Kurznachrichten, 23 Prozent schreiben während der Fahrt selbst Nachrichten über die Tastatur, 25 Prozent lesen E-Mails auf dem Mobiltelefon, und 8 Prozent tippen E-Mails.

### Mobiltelefonnutzung im Krankenhaus
Bei Gebrauch von Mobiltelefonen in Krankenhäusern kam die Gefahr hinzu, durch die Signale, die von Mobiltelefonen gesendet werden, empfindliche Geräte in ihrer Funktionalität zu beeinflussen. Falsche Werte können zum Tod des Patienten führen. Moderne medizinische Maschinen sind gegen Funkwellen weitestgehend abgesichert.
Die Verbote wurden mit dem Aufkommen moderner Geräte gelockert. Einige Krankenhäuser und Arztpraxen behalten das Mobiltelefonverbot jedoch bei, da die meisten Patienten Ruhe zur Genesung brauchen und Gespräche mit Mobiltelefonen störend wirken.

### Mobiltelefonnutzung in Kirchen und öffentlichen Einrichtungen
Grundsätzliches Mobiltelefonverbot gilt in Bibliotheken. Fast alle Kirchen und Friedhöfe verbieten heute das Nutzen von Mobiltelefonen auf dem Grundstück. Hier gibt es keine gesetzlichen Regelungen. Es gilt das Hausrecht des Eigentümers. Regionale Mobiltelefonverbote gibt es auch an einigen Schulen oder für Konzerthäuser, Kinos und Theater. Diese sind nicht gesetzlich geregelt, sondern werden durch die jeweiligen Hausordnungen bestimmt.
Ein 2001 gefordertes generelles Mobiltelefonverbot für Restaurants hat sich nie durchgesetzt und blieb den individuellen Verhaltensmaßstäben des Einzelnen überlassen.
Mehrere Staaten haben Regelungen zum Verbot oder zur Einschränkung der Nutzung von Mobiltelefonen an Schulen eingeführt.
In den Vereinigten Staaten sind derartige Regelungen im Jahr 2024 in mindestens acht Bundesstaaten – Kalifornien, Idaho, Indiana, Louisiana, Minnesota, Ohio, South Carolina und Virginia –  eingeführt oder erweitert worden.
In Deutschland ist die private Nutzung von Mobiltelefonen an Schulen in Hessen ab dem Schuljahr 2025/26 untersagt, in der Stadt Bremen ab dem 1. Juni 2025. Es gelten Ausnahmen für besondere Situationen sowie für höhere Jahrgangsstufen.

## Gesetzlich nicht geregelte Verhaltensmaßstäbe

### Lautes Sprechen
Mehrere Studien über Handy-Etikette haben ergeben, dass gezwungenes Mithören als erhebliche Beeinträchtigung empfunden wird. Vor allem das laute Sprechen und Gestikulieren ohne erkennbares Telefon oder Mikrofon bei Smartphone mit Kopfhörern wirkt auch Mitte der 2010er Jahre noch irritierend.
Heute wird das laute Sprechen zwar – zumindest unter jungen Leuten – nicht mehr als Problem angesehen, dennoch raten die Etikette-Trainer dazu, in der Öffentlichkeit Gespräche nur leise zu führen und diese kurz zu halten, sich bei einem Anruf in Gesellschaft von dieser zu entfernen, um das Telefonat an einem (ggf. leiseren Ort) entgegenzunehmen und für das Hören von Musik mit dem Mobiltelefon Kopfhörer zu verwenden.

### Klingeln
Ebenso wird das laute Klingeln mit verschiedensten Klingeltönen als unangenehm oder gar als Eindringen in die Privatsphäre betrachtet, wie Ling mit Blick auf  Goffman ausführt.
Dass lautes Klingeln als Störung empfunden wird, bestätigt auch eine explorative Studie, die 2002/2003 in Finnland, Deutschland, Italien und Spanien durchgeführt wurde.
Mit dem spontanen Ausbruch des Klingelns müssen demnach alle Umstehenden neue Rollen für sich definieren, Gespräche pausieren, den Blick der Person zuwenden, die nach dem Telefon sucht. Der Telefonierende indes bereitet sich darauf vor, mit einem parallelen Teil seines Lebens umzugehen, auf eine völlig andere Situation zu reagieren. Dieses Klingeln kann für eine Person auch die Gefahr bergen, das Gesicht zu verlieren.
Durch die Mobiltelefonnutzung wird laut J. Höflich der öffentliche Raum als sozial geregelter Raum zunehmend privatisiert. Tugenden der reinen Höflichkeit, wie beispielsweise sich auf seinen Gegenüber zu konzentrieren, ohne sich mit dem Mobiltelefon abzulenken, gingen damit verloren.
Etikette-Trainer empfehlen daher, das Mobiltelefon in öffentlichen Einrichtungen sowie im Restaurant oder bei geschäftlichen Besprechungen auf lautlos zu schalten, und bei Vergessen des Lautlosschaltens das Mobiltelefon mit einer kurzen Entschuldigung auszuschalten oder mit dem Anrufer einen Rückruftermin zu vereinbaren. Eine moderate Ruftonlautstärke und das Vermeiden endlosen Läutens wird in den Seminaren als Selbstverständlichkeit vermittelt.

### Gesprächsthemen
Als unhöflich und unangenehm angesehen wird auch, wenn bei Telefonaten über das Mobiltelefon private Dinge oder geschäftsinterne Themen mit der Öffentlichkeit geteilt werden. J. Höflich begründet diese Empfindung mit unserer historisch-psychologischen Entwicklung. Man zielt darauf, die anderen mit der Last des eigenen Selbst zu verschonen, ein Verhalten, das Richard Sennett „Zivilisiertheit“ nennt und das uns ermöglicht, an der Gesellschaft anderer Gefallen zu finden. Wir haben gelernt, mit Nähe adäquat umzugehen, indem wir Distanz halten, ein Mechanismus, der greift, wenn wir in Hörweite von anderen sind, und den Goffman „höfliche Gleichgültigkeit“ nennt.
Vergleichsstudien in den Niederlanden, Frankreich und den Vereinigten Staaten bestätigten den Trend, dass sich Menschen mit abendländischer Sozialisierung weitestgehend einig sind, über welche Dinge man in der Öffentlichkeit spricht und worüber nicht.
Handy-Etikette-Trainer empfehlen in Schulungen daher, das Mobiltelefon in persönlichen und dienstlichen Gesprächen auf lautlos zu schalten und nicht auf den Tisch zu legen, um dem Gegenüber die Wichtigkeit des persönlichen Gesprächs zu signalisieren. Vor allem im Gespräch im Beruf sei das Schreiben von SMS oder Lesen von E-Mails tabu. Außerdem wird empfohlen, beim Annehmen von Gesprächen den Namen zu nennen und Geschäftsinformationen diskret zu behandeln.

## Grenzen und Entwicklung
Die ethischen Maßstäbe und sozialen Verhaltensnormen befinden sich in einer ständigen Entwicklung und differieren je nach Region, Geschlecht und Beschäftigungsstatus.
Ling weist nach, dass die Art und Weise, in der wir diese Technologie nutzen, Einfluss hat auf unsere gesamtgesellschaftlichen sozialen Grenzen und ihre Verwendungen in anderen Situationen. Eine Studie unter Jugendlichen hat die Beziehungen zwischen Mobilkommunikation und Auswirkung auf Medien und Mediennutzungsweisen untersucht und herausgefunden, dass mobiler Technik ein immer stärkerer Einfluss auf immer mehr Lebensbereiche zugestanden wird und sich bestehende moralische Grenzen in bestimmten Altersgruppen bereits aufgelöst haben.
Laut J. Höflich befinden wir uns momentan in einer Entwicklung, einem Übergangszustand, der die Grenzen vom besonderen Störfaktor hin zu einem sozial geregelten Gebrauch verschiebt. Mit der Weiterentwicklung des mobilen Telefons ist somit ein weiterer Regelungsbedarf verbunden, der mit gesetzlichen Vorstößen im Bereich der Straßenverkehrs-Ordnung einen Anfang gemacht hat. Wie fast alle aktuellen Entwicklungen wurde auch die Handy-Etikette von Vermarktungsunternehmen aufgegriffen. Im Auftrag eines australischen Lexikonverlages erfand eine Werbeagentur den Begriff Phubbing als angeblich reale Bezeichnung, für Menschen, die andere damit brüskieren, dass sie nur auf ihr Gerät schauen.